# 越前町
越前町（日语：／ Echizen chō */?）為位於日本福井縣北部的行政區劃。
轄區主要位於福井縣北部靠海的丹生山地中，主要聚落包括位於西部沿海區域的越前地區，位於中部山區內盆地區域中的織田地區，位於南部山區中的宮崎地區，以及位於東部丹生山地以東屬於鯖武盆地內的朝日地區。

## 人口
| 越前町人口分布圖 |                                               |  |
| 越前町與日本全國年齡別人口分布比較圖 （2005年資料） | 越前町的年齡、男女別人口分布圖 （2005年資料） |  |
| ■紫色是越前町 ■綠色是全国 | ■藍色是男性 ■紅色是女性                       |  |
| 越前町人口變化 \| 1970年 \| 25,641人 \| \| \| 1975年 \| 25,752人 \| \| \| 1980年 \| 25,992人 \| \| \| 1985年 \| 26,128人 \| \| \| 1990年 \| 25,448人 \| \| \| 1995年 \| 25,158人 \| \| \| 2000年 \| 25,017人 \| \| \| 2005年 \| 23,995人 \| \| \| 2010年 \| 23,160人 \| \| \| 2015年 \| 21,538人 \| \| \| 2020年 \| 20,118人 \| \| |                                               |  |
| 資料來源：日本總務省統計中心提供之人口普查數據 |                                               |  |
| 1970年 | 25,641人                                      |  |
| 1975年 | 25,752人                                      |  |
| 1980年 | 25,992人                                      |  |
| 1985年 | 26,128人                                      |  |
| 1990年 | 25,448人                                      |  |
| 1995年 | 25,158人                                      |  |
| 2000年 | 25,017人                                      |  |
| 2005年 | 23,995人                                      |  |
| 2010年 | 23,160人                                      |  |
| 2015年 | 21,538人                                      |  |
| 2020年 | 20,118人                                      |  |

## 歷史
過去在令制國時代屬於越前國丹生郡，位於轄區中部的織田地區，過去在13世紀時由來自京都的歡喜壽院建立了織田莊，後來藤原氏分派到此地的後代便成為織田氏的始祖。
江戶時代第八代將軍徳川吉宗在成為將軍前，曾在1697年自五代將軍德川綱吉獲封本地的領地，建立葛野藩，直到1705年徳川吉宗回到紀州藩繼任藩主，葛野藩才被廢除；在19世紀末江戶時代時，本地分屬福井藩、西尾藩、大野藩、郡上藩、鯖江藩，其中也有旗本領和幕府直屬領，明治維新後，原屬幕府及旗本的領地在1871年被劃入新設立的本保縣，在同年實施的廢藩置縣後，其餘原屬各藩的領地則改隸屬福井縣、郡上縣、西尾縣、鯖江縣、大野縣，不過在同年底進行的第一次府縣整併中，全數區域被整併至足羽縣，1873年隨著足羽縣被併入敦賀縣，但敦賀縣在1876年遭到廢除，本地被併入石川縣，直到1881年才改隸屬新設立的福井縣。
1889年日本實施町村制，現在的越前町轄區在當時分屬朝日村、宮崎村、城崎村、四浦村、上岬村、織田村、萩野村、常磐村、糸生村共九個行政區劃，經歷1950年代的昭和大合併後，這九個行政區劃被整併為位於東部的朝日町，位於中部的織田町，位於西部沿海的第一代越前町，以及未曾參與合併的宮崎村。
2000年代日本政府開始推動平成大合併，越前町、朝日町、織田町、宮崎村合併為新設立的越前町。

### 變遷表
| 1889年4月1日 | 1889年 - 1912年           | 1912年 - 1944年           | 1945年 - 1954年            | 1945年 - 1954年            | 1955年 - 1989年            | 1989年 - 現在             | 現在                      |
| ------------ | ------------------------- | ------------------------- | -------------------------- | -------------------------- | -------------------------- | ------------------------- | ------------------------- |
| 糸生村       | 糸生村                    | 糸生村                    | 糸生村                     | 糸生村                     | 1955年3月31日 合併為朝日町 | 2005年2月1日 合併為越前町 | 2005年2月1日 合併為越前町 |
| 朝日村       | 朝日村                    | 朝日村                    | 1946年10月1日 改制為朝日町 | 朝日町                     | 1955年3月31日 合併為朝日町 | 2005年2月1日 合併為越前町 | 2005年2月1日 合併為越前町 |
| 常磐村       | 常磐村                    | 常磐村                    | 1951年4月1日 併入朝日町    | 朝日町                     | 1955年3月31日 合併為朝日町 | 2005年2月1日 合併為越前町 | 2005年2月1日 合併為越前町 |
| 常磐村       | 常磐村                    | 常磐村                    | 1951年4月1日 合併為織田村  | 1951年11月1日 改制為織田町 | 1951年11月1日 改制為織田町 | 2005年2月1日 合併為越前町 | 2005年2月1日 合併為越前町 |
| 織田村       |                           |                           | 1951年4月1日 合併為織田村  | 1951年11月1日 改制為織田町 | 1951年11月1日 改制為織田町 | 2005年2月1日 合併為越前町 | 2005年2月1日 合併為越前町 |
| 萩野村       |                           |                           | 1951年4月1日 合併為織田村  | 1951年11月1日 改制為織田町 | 1951年11月1日 改制為織田町 | 2005年2月1日 合併為越前町 | 2005年2月1日 合併為越前町 |
| 宮崎村       |                           |                           |                            |                            |                            | 2005年2月1日 合併為越前町 | 2005年2月1日 合併為越前町 |
| 城崎村       | 城崎村                    | 城崎村                    | 城崎村                     | 城崎村                     | 1955年3月1日 合併為越前町  | 2005年2月1日 合併為越前町 | 2005年2月1日 合併為越前町 |
| 四浦村       | 1907年8月1日 合併為四浦村 | 1907年8月1日 合併為四浦村 | 1946年8月1日 改制為四浦町  | 1946年8月1日 改制為四浦町  | 1955年3月1日 合併為越前町  | 2005年2月1日 合併為越前町 | 2005年2月1日 合併為越前町 |
| 上岬村       | 1907年8月1日 合併為四浦村 | 1907年8月1日 合併為四浦村 | 1946年8月1日 改制為四浦町  | 1946年8月1日 改制為四浦町  | 1955年3月1日 合併為越前町  | 2005年2月1日 合併為越前町 | 2005年2月1日 合併為越前町 |

## 交通
轄內目前無鐵路也無高速公路通過，東西向公路以國道365號及國道417號，在西部則有國道305號沿著海岸縣通過。
過去福井鐵道在1973年以前曾經有鯖浦線，可自國鐵鯖江車站往西經朝日町、宮崎村至織田町；但由於路線為了通過更多聚落而彎曲費時，逐漸無法與自鯖江車站發出的直行客運路線競爭，因而在1970年代逐漸分段停止營運。
目前福井鐵道和京福巴士有經營自福井市、鯖江市、越前市往返町內的客運路線，在町內也有町營的社區巴士往返於町內各地聚落之間。

## 觀光資源

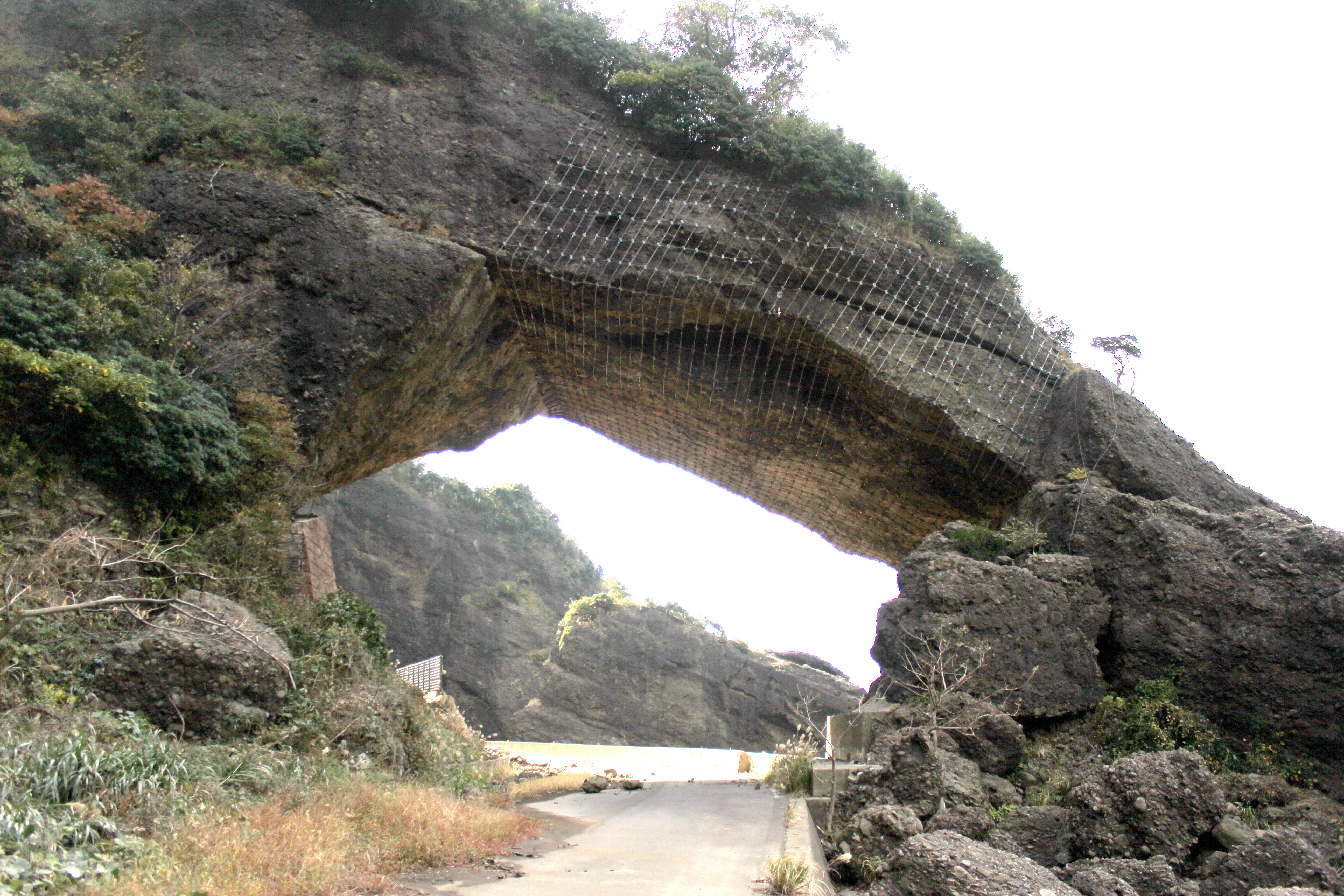
呼鳥門

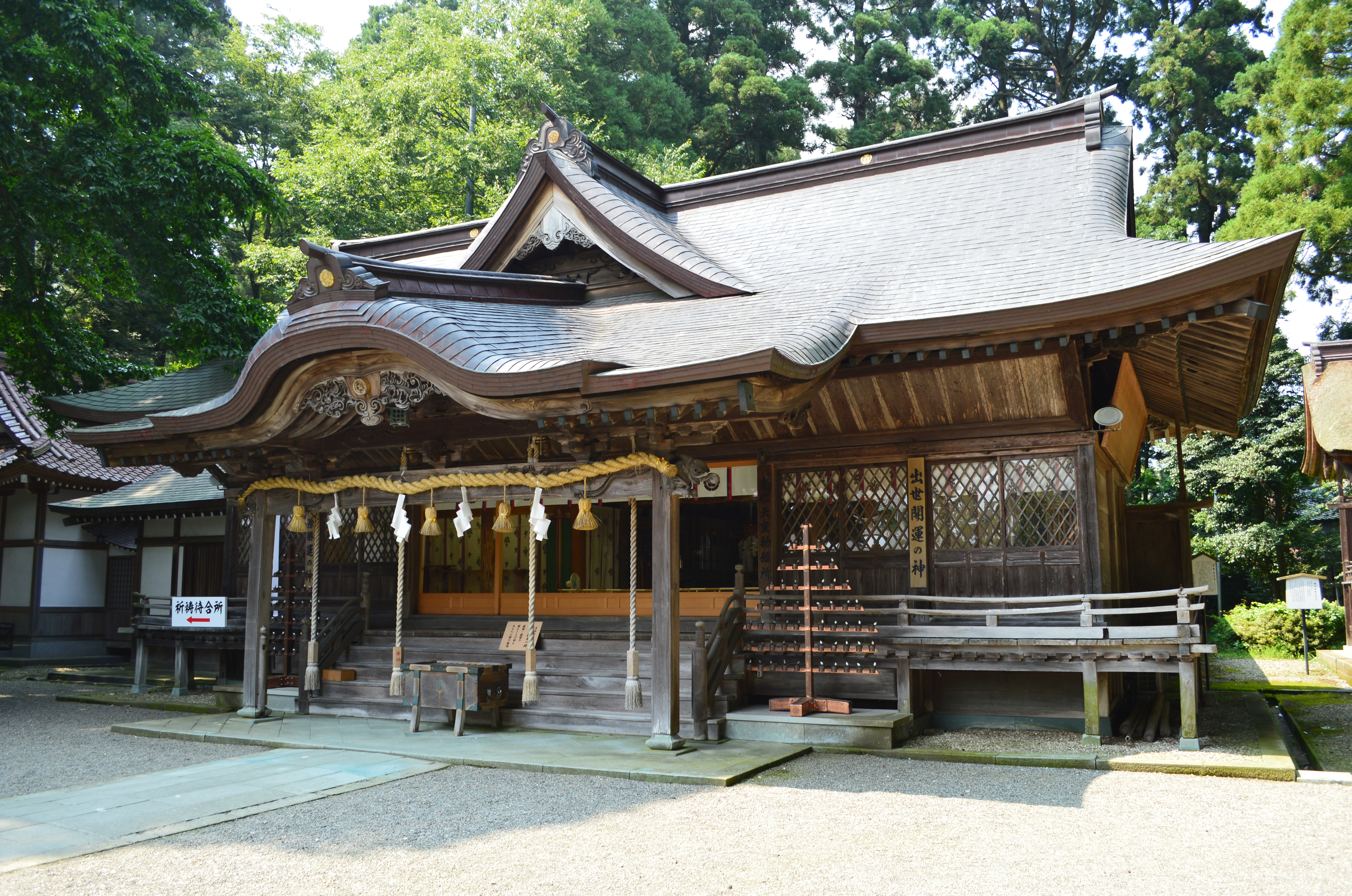
劔神社拜殿

越前町的海岸已被劃入越前加賀海岸國定公園，在越前岬有許多海蝕海岸地形，其中呼鳥門為海蝕洞，過去國道305號曾直接從其下方通過，也成為全日本唯一利用天然洞穴作為隧道的地方。
位於織田町地區的劔神社為越前國的二宮，也是織田氏發跡之地，因此過去織田信長曾將此神社作為氏神，現在在當地設有織田文化歷史館。

## 姊妹、友好城市

### 日本
- 三山市（福岡縣）
- 西尾市（愛知縣）
- 常滑市（愛知縣）
- 織田信長高峰會（日语：織田信長サミット）
包括越前町在內， 全日本共有十個與織田信長有關的行政區劃共同組成了「織田信長高峰會」，每年固定召開會議，除了製造新聞話題，也作為地區振興的交流。

### 海外
- 盈德郡（韓國慶尚北道）

## 備註
1. ↑  於1871年第一次設立的福井縣，與現在的福井縣沒有直接關係。
2. ↑  於1881年第二次設立的福井縣，與1871年設立的福井縣沒有直接關係。

## 外部連結
- （日語） YouTube上的越前町頻道
- （日語） 越前觀光導覽 （页面存档备份，存于）
  - （繁體中文） 越前觀光導覽 （页面存档备份，存于）
  - （简体中文） 越前觀光指南 （页面存档备份，存于）
- （日語） 越前町觀光聯盟的Facebook專頁